# 藤原忠君
藤原 忠君（ふじわら の ただきみ）は、平安時代中期の貴族・歌人。名は忠尹とも記される。藤原北家、右大臣・藤原師輔の五男。官位は正四位下・右兵衛督。冷泉天皇・円融天皇の外叔父。

## 経歴
藤原師輔の五男として生まれるが、祖父の藤原忠平の養子となる。
右衛門佐を経て、天徳2年（958年）村上天皇の五位蔵人に任ぜられる。天徳4年（960年）正月には兄弟の藤原伊尹・兼通・兼家・遠量と共に叙位を受け、正五位下に叙せられる。前代未聞の兄弟5人の叙位という栄誉に対して、父・師輔は「若是栄華之極哉」と述べたという。同年10月右兵衛督。応和2年（962年）従四位下に叙されて蔵人を去る。
康保4年（967年）同母姉・安子所生の冷泉天皇が即位するが、翌安和元年（968年）卒去。最終官位は右兵衛督正四位下。3人の同母兄（伊尹・兼通・兼家）が円融朝で外戚として摂関を歴任した一方、忠君は早逝したため公卿昇進を果たせなかった。
歌人であり、天徳元年（957年）清涼殿詩合、天徳3年（959年）清涼殿女房歌合で方人を務め、応和2年（962年）清涼殿前栽合にも出詠した。勅撰歌人として、和歌作品が『拾遺和歌集』に2首入集している。

## 官歴
- 時期不詳：従五位上[5]
- 天暦10年（956年） 4月1日：見右衛門佐[6]
- 天徳2年（958年） 正月19日：五位蔵人[5]
- 天徳4年（960年） 正月7日：正五位下[3]。10月9日：右兵衛督[7]
- 応和2年（962年） 2月27日：従四位下[5]
- 時期不詳：正四位下[2]

## 系譜
『尊卑分脈』による。
- 養父：藤原忠平
- 父：藤原師輔
- 母：藤原盛子（藤原経邦の娘）
- 妻：藤原尹風の娘
  - 男子：藤原頼隆（?-1003）[8]
  - 男子：藤原頼定
- 妻：源俊の娘
  - 男子：藤原有道
- 妻：藤原伊尹の四女
- 生母不詳の子女
  - 男子：朝寿
  - 男子：禅智
  - 女子：源俊賢正室
  - 女子：藤原時明室